# Église Saint-Martin de Soulaire
L'église Saint-Martin est une église située à Soulaire-et-Bourg, en France.

## Localisation
L'église est située dans le département français de Maine-et-Loire, sur la commune de Soulaire-et-Bourg.

## Historique
L'édifice est inscrit au titre des monuments historiques en 1972.